# Cyrtandra terrae-guilelmii
Cyrtandra terrae-guilelmii är en tvåhjärtbladig växtart som beskrevs av Karl Moritz Schumann. Cyrtandra terrae-guilelmii ingår i släktet Cyrtandra och familjen Gesneriaceae. Inga underarter finns listade i Catalogue of Life.